# WikiSkripta
WikiSkripta jsou projektem pro kooperativní tvorbu a ukládání medicínských studijních materiálů. Jsou otevřena všem lékařským fakultám v Česku a na Slovensku. Jde o projekt založený na technologii MediaWiki.

## Vznik a vývoj WikiSkript
WikiSkripta vznikla v roce 2008 na půdě 1. lékařské fakulty Univerzity Karlovy. Při hledání cesty jak efektivněji zhodnocovat práci vloženou do přípravy a aktualizace elektronických výukových materiálů byly na 1. LF UK v Praze nejprve studovány znovupoužitelné výukové objekty (Reusable Learning Objects) ukládané do digitálních repozitářů.
V praxi se ukázalo, že vytvářet znovupoužitelné výukové objekty a opatřovat je metadaty je pracné a nákladné. I když po světě vznikla celá řada sofistikovaně propojených digitálních repozitářů, jejich obsah nerostl, jak se očekávalo, a v oblasti medicíny zůstávaly téměř prázdné. Jednou z větví tohoto výzkumu na 1. LF UK byl i pokus využít pro ukládání RLO úložiště založené na technologii wiki.
Od ideje využít digitálních knihoven výukových objektů nebylo k úložištím typu wiki daleko. Myšlenkový koncept vyhledávat objekty prostřednictvím jejich popisu metadaty byl díky pokroku vyhledávačů nahrazen vyhledáváním v kontextu.
Mimořádně důležitým momentem celého projektu bylo otevření WikiSkript studentům. Zatímco v polovině roku 2008 obsahovala WikiSkripta jen 23 článků, po roce účasti studentů to bylo více než 500 a v dubnu 2011 již přes 4200 samostatných článků. V listopadu 2009 byla WikiSkripta otevřena ostatním lékařským fakultám a stala se společným projektem sítě lékařských fakult MEFANET.

## Určení WikiSkript

Symbol článku zkontrolovaného učitelem

Smyslem WikiSkript je s využitím kooperativních technologií Web 2.0 spojit síly mnoha lidí pro tvorbu a ukládání studijních materiálů. Přispěvateli WikiSkript jsou studenti i učitelé. Učitelé pak mají nezastupitelnou roli při ověřování kvality materiálů.
Přínosem WikiSkript je zjednodušení tvorby a dostupnosti studijních materiálů, možnost využít znalostí a spolupráce více lidí a snadná aktualizace. Jak naznačuje název, je cílem projektu pomocí krátkých článků vytvářet text vhodný pro přípravu studentů medicíny.

### Výhrada použití
Při využití materiálů z WikiSkript je třeba rozlišovat pracovní materiály a materiály odsouhlasené vysokoškolským učitelem. Odsouhlasené materiály jsou zřetelně označeny symbolem „odfajfkování“. Ostatní materiály je třeba chápat jako pracovní a podle toho k nim přistupovat.

## Rozdíly mezi WikiSkripty a Wikipedií

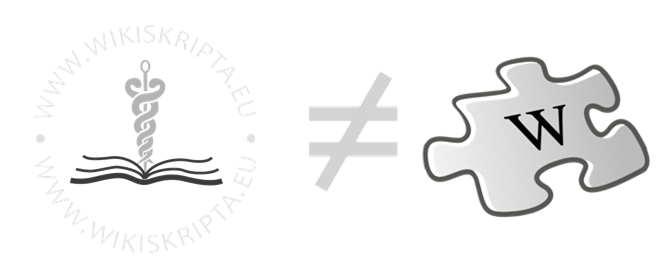
Obrázek upozorňující, že WikiSkripta nejsou Wikipedie

Hlavním účelem WikiSkript je zjednodušení přípravy učebních materiálů pro studenty medicíny. Odlišností je tedy především užší tematické zaměření projektu. Články netvoří encyklopedická hesla, ale spíše se podobají kapitolám v učebnici.
Protože výuka musí sledovat nejnovější vědecké poznání, je třeba používat i údajů z výzkumu (to znamená, že neplatí absolutní zákaz použití primárních zdrojů). Samozřejmě musí být zachován kritický přístup k jejich uvádění, data by měla být ověřitelná a vždy by měl být citován zdroj. Adekvátnost primárních dat by vždy měl posoudit odborník s dostatečnou erudicí v oboru. Při zachování podobných principů se v odůvodněných případech může ve WikiSkriptech objevit i expertní názor na určitou otázku.

## Komunita
Důležitým aspektem v činnosti WikiSkript je komunita, která je užívá a tvoří. Komunita se skládá se z uživatelů, autorů a redakčního týmu.
Autoři jsou privilegovaná skupina, jíž se ze strany redakce dostává všemožné podpory a pomoci. Vzhledem k použité technologii, která publikování na webu usnadňuje, je hranice mezi uživatelem a autorem snadno prostupná.
Redakční tým je organizovaný a hierarchicky rozčleněný na administrátory, správce a redaktory.
Komunita, která tvoří WikiSkripta, je menší než například počet aktivních přispěvatelů české Wikipedie. Při opravování nepřesností a případných chyb zanesených do WikiSkript se proto nepočítá jen s mechanismy založenými na velkém počtu členů komunity, ale především s mechanismem ověřování článku učitelem.
Pro usnadnění komunikace a koordinaci činností redakce jsou pro redaktory WikiSkript organizovány několikrát do roka společné akce – WikiWíkendy, a pravidlelné WikiČaje pro menší skupiny redaktorů a správců.
Pro systematické zpracovávání podnětů od přispěvatelů slouží OTRS (open ticket request system).

## Anglická verze – WikiLectures
Tento projekt je provozován i v anglické jazykové verzi jako www.WikiLectures.eu. WikiLectures běží se stejným účelem a principy jako WikiSkripta a jsou určeny pro studenty medicíny po celém světě. V současnosti tvoří hlavní část redakce zahraniční studenti, kteří studují na lékařských fakultách ČR a SR, ve spolupráci se svými pedagogy.